# Plandampf

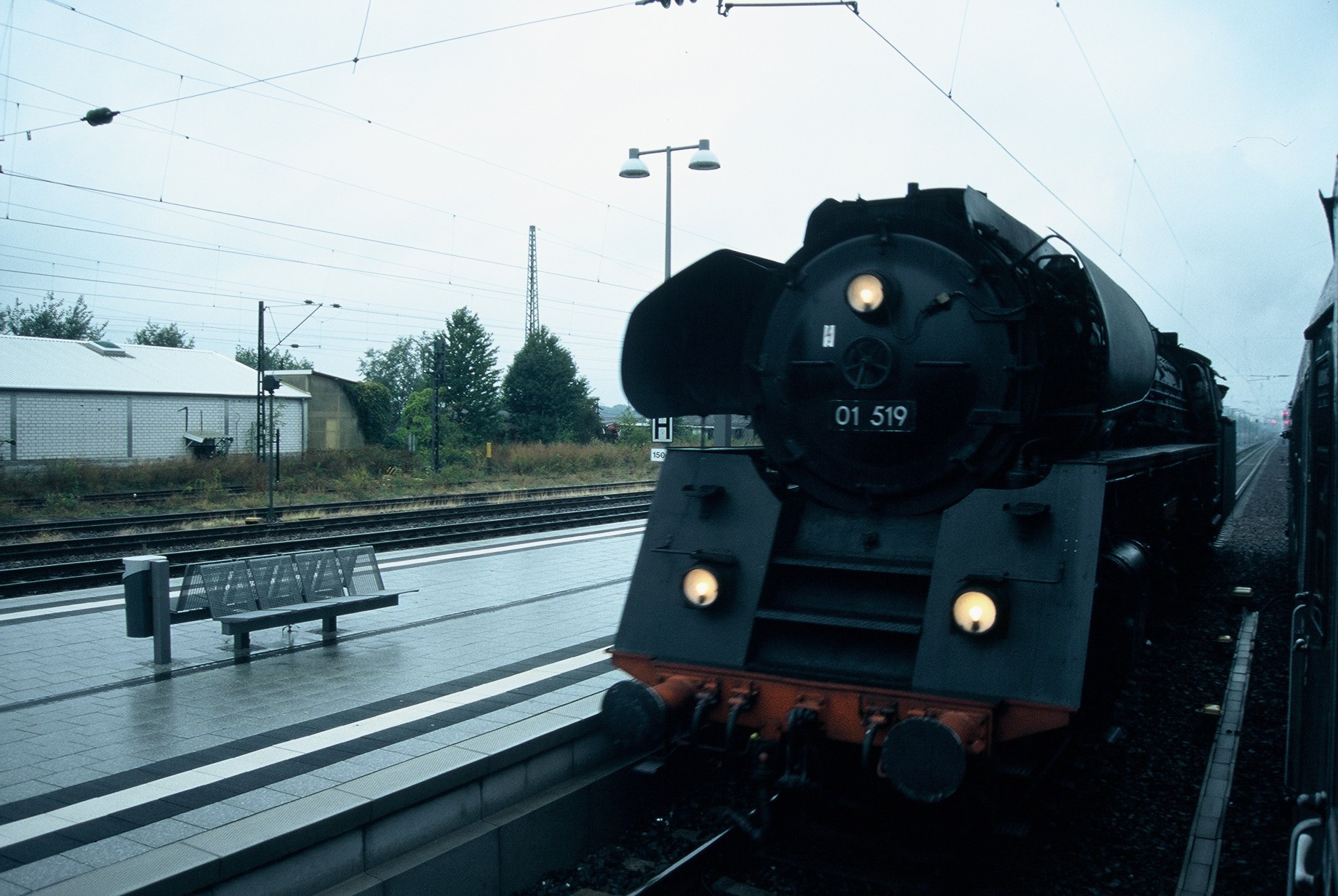
Ångloket nr 01519 i Schifferstadt under Plandampf 2005

Plandampf är ett evenemang som anordnas i Tyskland och som går ut på att ordinarie tåg ersätts av ånglok med samtida vagnar. Tanken på detta föddes under 1980-talet eftersom det i gamla DDR fortfarande fanns ånglok kvar i bruk. Därmed fanns det fortfarande en infrastruktur i landet som ännu var anpassad för ånglok genom depåer för vatten, kol och lägre hastighetsgränser. Detta möjliggjorde evenemanget.